# Buzeins

Buzeins este o comună în departamentul Aveyron din sudul Franței. În 1 ianuarie 2018 avea o populație de 186 de locuitori.